# Nanoq Film
Nanoq Film est une chaîne de télévision thématique groenlandaise située à Nuuk  spécialisée dans le cinéma.